# Korps Vestingartillerie
Het Nederlandse Korps Vestingartillerie maakte tot 1927, samen met het Korps Veldartillerie en het Korps Rijdende Artillerie, deel uit van het Wapen der Artillerie van de Koninklijke Landmacht. In tegenstelling tot de veld- en rijdende artillerie, waarbij de eenheden en het geschut met gevechten mee bewogen, was de vestingartillerie gebonden aan een belegering. Door deze minder beweegbare vorm beschikte de vestingartillerie vaak over zwaarder geschut. Na de Eerste Wereldoorlog bestond grote behoefte aan krombaangeschut, en als gevolg daarvan diende het zware vestinggeschut ook tactisch te worden gebruikt. De vestingartillerie verdween in 1927 uit de organisatie van de Koninklijke Landmacht.

## Optreden
De geschutstukken van de vestingartillerie werden in vredestijd in de vestingen waar zij dienden bewaard. De stukken hoefden dus niet ver vervoerd te worden, en moesten slechts gemakkelijk naar de wallen, kazematten en andere geschutstellingen te brengen zijn. Eenmaal geplaatst wisselden de stukken zelden van plaats. Ook werd de vestingartillerie bij gevechten gebruikt als zogenoemde uitvalsbatterijen. Hierbij werden vesting-opstellingen achterwaarts gelegen in frontaal-opstellingen geplaatst. Vandaar moesten de opstellingen vuur kunnen uitbrengen tot 50 meter voor de verdedigingslijnen.
Bij belegeringen werd de artillerie in een verzamelgebied buiten bereik van de vijandelijke artillerie samengebracht. Vandaar werden naderingsloopgraven gegraven en schansen aangelegd met behulp van bijgevoerde schanskorven, waarin de vuurmonden in batterijen van meestal vier stukken werden opgesteld. De zwaardere vuurmonden werden gebruikt om bressen te schieten, de lichtere vuurmonden brachten vuur uit op doelen die zich in de belegerde vesting voordeden en ondersteunden eigen acties. Als eenheden brand wilde stichten verschoten ze gloeiende projectielen. De "belegerden" probeerden door middel van hun geschut zo vroeg mogelijk de vijandelijke artillerie aan te grijpen en de schansarbeid te verstoren.

## Geschiedenis

### Vestingen, forten en bunkers
Van oudsher beschikten veel steden en regio's over versterkte verdedigingslinies. Deze beschikten vaak over een reserve-element en landstorm die bij eventuele dreiging gemobiliseerd konden worden. Na de komst van industriële wapensystemen nam de effectiviteit van forten, vestingen, en de bijbehorende artillerie, geleidelijk af. Tanks konden veel vuurkracht steeds sneller verplaatsen, en vliegtuigen vlogen gemakkelijk over verdedigingslinies heen.
Bekende Nederlandse verdedigingslinies die gebruik maakten van vestingartillerie waren onder anderen de Stelling van Amsterdam, Vesting Holland, en de Nieuw Hollandse Waterlinie. Andere bekende verdedigingslinies zijn de Maginotlinie in Frankrijk en de Siegfriedlinie in Duitsland.

### Republiek der Verenigde Nederlanden
Bij het begin van de Tachtigjarige Oorlog had de artillerie als derde wapen definitief haar intrede gedaan, en werd het geschut van de artillerie gebruikt bij vrijwel alle gevechten en belegeringen van de oorlog. In de tijd van de Republiek der Verenigde Nederlanden bestond geen duidelijk onderscheid tussen de veld en vestingartillerie.

### Koninklijk der Nederlanden
Op 15 februari 1815 werd besloten dat Noord- en Zuid Nederland tot een Koninkrijk zouden worden verenigd. Het gevolg was een ingrijpende reorganisatie van de strijdkrachten, waarbij op 21 april 1815 de samenstelling van de artillerie werd:
- Korps Rijdende Artillerie
- Zes Bataljons Artillerie van Linie: Noord-Nederlands: 1e, 2e en 3e Bataljon, Zuid-Nederlands: 4e Bataljon, Oost Indië: 5e Bataljon, West Indië: 6e Bataljon.
- Zes Bataljons Artillerie Nationale Militie: Noord-Nederlands: 1e, 3e, en 4e Bataljon, Zuid-Nederlands: 2e, 5e, en 6e Bataljon.

De definitieve scheiding tussen de veld- en vestingartillerie kwam op 1 mei 1848.

#### Eerste Wereldoorlog
Tijdens de Eerste Wereldoorlog ondervond het wapen der artillerie een grote uitbreiding. Bij de Regimenten Vestingartillerie werd uit de bestaande tweeënvijftig compagnieën een gelijk aantal Compagnieën Landweerartillerie gevormd. Verder ontstond bij het 2e Regiment Vestingartillerie de kern van de latere luchtdoelartillerie, terwijl bij het 3e Regiment Vestingartillerie drie houwitser-afdelingen werden geformeerd. Dit was het resultaat van de nieuwe opvattingen met betrekking tot de vestingoorlog (de zogenaamde uitvalsbatterijen), en een luchtafweermotorbatterij.

#### Tweede Wereldoorlog
In de directe periode na de Eerste Wereldoorlog vond een ingrijpende inkrimping plaats. Het kromtbaangeschut van de vestingen bleek juist het aangewezen middel om ingegraven infanterie uit te schakelen. Als gevolg hiervan nam de houwitser in belangrijkheid toe. Vestinggeshut diende dan ook tactisch te worden gebruikt, en diende niet meer vanuit vaste steunpunten te opereren. Verschillende regimenten werden omgezet naar luchtdoelartillerie, veldartillerie, motorartillerie, en onbereden artillerie. Tegen de tijd van de mobilisatiemaanden in 1939 waren alle vestingartillerie regimenten opgeheven. Nederland is de tweede wereldoorlog ingegaan met het Korps Rijdende Artillerie, een Regiment Luchtdoelartillerie, en een Regiment Kustartillerie.

## Regimenten
Het Korps Vestingartillerie bestond in totaal uit vijf regimenten:
- 1e Regiment Vestingartillerie
- 2e Regiment Vestingartillerie
- 3e Regiment Vestingartillerie
- 4e Regiment Vestingartillerie
- 5e Regiment Vestingartillerie